# Cercopemyces
Cercopemyces es un género de hongos relacionado con el género Ripartitella pero no claramente relacionado con otras familias de hongos bien caracterizadas.  El género contiene cuatro especies, una conocida del oeste y otra, anteriormente conocida como Ripartitella ponderosa o Cystoderma ponderosa,  del este de América del Norte, una tercera de Europa,  y una cuarta especie del noroeste de Argentina. 
Las especies de Ceropemyces crecen en regiones áridas y se parecen a las Amanita saprófitas, a veces clasificadas como Saproamanita y que también crecen en ambientes áridos. La especie tipo, Cercopemyces crocodilinus, crece cerca de plantas del género Cercocarpus, también conocidas como caobas de montaña. 

## Etimología
El nombre Cercopemyces se deriva del griego antiguo, donde "Cercopes" hace referencia a traviesas criaturas de los bosques de la mitología griega, y "mykes" refiere a hongo. 

## Características
Los hongos del género Cercopemyces se caracterizan por un basidiocarpo sólido de tamaño mediano a grande, de colores blanquicinos similares a Aminotoides. Carecen de cistidios himeniales y presentan esporas ornamentadas. 

## Especies

### Especies de América del Norte
- Cercopemyces crocodilinus [1]
- Cercopemyces ponderosus [2]

### Especies de Europa
- Cercopemyces rickenii [3]

### Especies de América del Sur
- Cercopemyces messii [4]